# Мойсеєв Андрій Сергійович
Андрій Сергійович Мойсеєв (рос. Андрей Сергеевич Моисеев, 3 червня 1979) — російський сучасний п'ятиборець, олімпійський чемпіон.

## Виступи на Олімпіадах
| Олімпіада  | Дисципліна | Місце |
| ---------- | ---------- | ----- |
| Афіни 2004 | особисті   | 1     |
| Пекін 2008 | особисті   | 1     |